# Marist Fire FC
A Marist FC egy 1970-ben alapított salamon-szigeteki labdarúgócsapat, melynek székhelye Honiara városában található és a Salamon-szigeteki labdarúgó-bajnokság első osztályában szerepel. Hazai mérkőzéseit a Lawson Tama Stadionban játssza, amely 22,000 fő befogadására képes.

## OFC-bajnokok ligája
A 2016/17-es idényben a csapat megnyerte a salamon-szigeteki labdarúgó-bajnokságot és ezzel kvalifikálta magát a 2017-es OFC bajnokok-ligájának csoportkörébe. A klub a D-csoportba került, mérkőzéseit pedig Tahitin, a Stade Paterben játszotta. A csoportkör első mérkőzésén a Marist 4-2-re legyőzte a Fidzsi-szigeteki Rewa FC együttesét. Három nappal később a salamon-szigeteki csapat 2-1-es vereséget szenvedett a vanuatui Erakor Golden Star gárdájától. A csoportkör utolsó, mindent eldöntő meccsén a Marist 2-2-es döntetlent játszott a tahiti Tefana csapatával. A klub csoportjában a második helyen végzett 4 ponttal, így nem jutott be a bajnokok ligája elődöntőjébe.

## Jelenlegi keret
A 2018-2019-es szezonban
| # |     | Poszt | Név            |
| - | --- | ----- | -------------- |
|   | SOL | K     | Harold Nauania |
|   | SOL | K     | John Brown     |
|   | SOL | V     | John Aeta      |
|   | SOL | V     | Junior David   |
|   | SOL | V     | Anthony Rasau  |
|   | SOL | V     | Prince Pue     |
|   | SOL | V     | John Misitana  |
|   | SOL | V     | Frederick Dola |
|   | SOL | V     | Junior Heraesi |
|   | SOL | KP    | Thomas Amasia  |
|   | SOL | KP    | Patrick Taloga |
|   | SOL | KP    | Junior Mata    |
|   | SOL | KP    | Leslie Ramo    |

| # |     | Poszt | Név           |
| - | --- | ----- | ------------- |
|   | SOL | KP    | Bobby Ramo    |
|   | SOL | KP    | Selwyn Dobu   |
|   | SOL | KP    | Jeremiah Mane |
|   | SOL | KP    | Jerry Irisna  |
|   | SOL | KP    | Leeroy Butafa |
|   | SOL | KP    | Alvin Ray     |
|   | SOL | KP    | Don Keana     |
|   | SOL | KP    | Rafael Leai   |
|   | SOL | CS    | Ali Mekawir   |
|   | SOL | CS    | Allen Junior  |
|   | SOL | CS    | Elliot Ragomo |
|   | SOL | CS    | Abraham Iniga |

## Eredmények
- Telekom S-League
  - Bajnok: 2005/06, 2008/09, 2016/17[11]